# Wahl der Verfassunggebenden Versammlung in Italien 1946
- PCI: 104
- FDP: 1
- PSIUP: 115
- PdA: 7
- PRI: 23
- Sonst.: 12
- DC: 207
- UDN: 41
- BNL: 16
- UQ: 30

Die Wahl zur Assemblea Costituente (verfassunggebenden Versammlung Italiens) fand am 2. Juni 1946 statt. Es war die erste landesweite Wahl nach dem Ende des Zweiten Weltkriegs und die ersten freie demokratische Wahl seit 1921 (im Oktober 1922 hatte Benito Mussolini die Macht ergriffen und ein faschistisches Regime errichtet). Erstmals waren auch Frauen wahlberechtigt.
Am gleichen Tag fand ein  Referendum über die Staatsform (Monarchie oder Republik). 54,3 % votierten dagegen und für die Republik, die seitdem besteht (Republik Italien).

## Zusammenfassung der Ergebnisse
Stärkste Partei wurde die christdemokratische Democrazia Cristiana (DC) mit 35 % bzw. 207 Sitzen, auf sie folgte der Partito Socialista Italiano di Unità Proletaria (PSIUP) (Italienische Sozialistische Partei der proletarischen Einheit) mit 21 % bzw. 115 Sitzen. Die Kommunisten (PCI) kamen dicht gefolgt auf 19 % mit 104 Sitzen. Die als Koalition verschiedener rechtsliberaler und monarchistischer Parteien angetretene Nationaldemokratische Union (UDN) kam mit 41 Sitzen auf 7 %, gefolgt von der Front des einfachen Mannes (UQ), eine rechtsliberale und populistische Sammlungsbewegung von ehemaligen Faschisten mit 5 % bzw. 30 Sitzen. Sechststärkste Partei wurde der Partito Repubblicano Italiano (PRI) mit 4 % (23 Sitze). Mit 3 % kam der monarchistische Freiheitliche nationale Block (BNL) auf 16 Sitze. Die linksliberale Aktionspartei (PdA) (benannt nach der von Giuseppe Garibaldi angeführten revolutionären Bewegung im Risorgimento) kam mit einem Prozent auf 7 Sitze. Die restlichen 13 Sitze entfielen auf regionale Parteien (insgesamt 556 Sitze).

## Regierungsbildung und Folgen
DC, PSIUP, PCI und PRI bildeten eine Koalitionsregierung unter dem christdemokratischen Ministerpräsidenten Alcide De Gasperi, entsprechend der während des Krieges von den Kommunisten angeführten Widerstandskoalition gegen die Okkupation von Nord- und Mittelitalien durch Nazideutschland (genannt Resistenza). Der ebenfalls am antifaschistischen Widerstand teilgenommene PdA löste sich auf: der rechte Flügel ging zum PRI und der linke zum PSIUP über. 1947 schieden Kommunisten und Sozialisten angesichts des sich anbahnenden Kalten Krieges aus der Regierung aus und traten zur nächsten Wahl als Wahlallianz an.

## Wahlergebnis
| Listen                   | Listen                                          | Stimmen    | %    | Mandate |
| ------------------------ | ----------------------------------------------- | ---------- | ---- | ------- |
|                          | Democrazia Cristiana                            | 8.101.004  | 35,2 | 207     |
|                          | Partito Socialista Italiano di Unità Proletaria | 4.758.129  | 20,7 | 115     |
|                          | Partito Comunista Italiano                      | 4.356.686  | 18,9 | 104     |
|                          | Unione Democratica Nazionale (PLI – PDL)        | 1.560.638  | 6,8  | 41      |
|                          | Fronte dell’Uomo Qualunque                      | 1.211.956  | 5,3  | 30      |
|                          | Partito Repubblicano Italiano                   | 1.003.007  | 4,4  | 23      |
|                          | Blocco Nazionale della Libertà (PDI – CNDL)     | 637.328    | 2,8  | 16      |
|                          | Partito d’Azione                                | 334.748    | 1,5  | 7       |
|                          | Movimento Indipendentista Siciliano             | 171.201    | 0,7  | 4       |
|                          | Partito dei Contadini d’Italia                  | 102.393    | 0,4  | 1       |
|                          | Concentrazione Democratica Repubblicana         | 97.690     | 0,4  | 2       |
|                          | Partito Sardo d’Azione                          | 78.554     | 0,3  | 2       |
|                          | Movimento Unionista Italiano                    | 71.021     | 0,3  | 1       |
|                          | Partito Cristiano Sociale                       | 51.088     | 0,2  | 1       |
|                          | Partito Democratico del Lavoro                  | 40.633     | 0,2  | 1       |
|                          | Fronte Democratico Progressista Repubblicano    | 21.853     | 0,1  | 1       |
|                          | Sonstige                                        | 412.550    | 1,8  | –       |
| Gesamt                   | Gesamt                                          | 23.010.479 | 100  | 556     |
|                          |                                                 |            |      |         |
| Ungültige Stimmen        | Ungültige Stimmen                               | 1.936.708  | 7,8  |         |
| Wähler                   | Wähler                                          | 24.947.187 | 89,1 |         |
| Wahlberechtigte          | Wahlberechtigte                                 | 28.005.449 |      |         |
|                          |                                                 |            |      |         |
| Quelle: Innenministerium |                                                 |            |      |         |